# Abel Berger
Pierre François Abel Berger, né le 13 août 1828 à Valence et mort le 8 février 1914 dans la même ville, est un juriste, haut-fonctionnaire et homme politique français.

## Biographie
Fils de Joseph Berger, avocat à Valence, et de Thérèse-Françoise-Pauline Dubouchet, il s'inscrit comme avocat au barreau de Paris en 1849. En 1852, il passe au barreau de Valence où il exerce jusqu'en 1870. Entre 1852 et 1870, il devint conseiller municipal de Valence et conseiller général de la Drôme.
Nommé procureur général près la cour d'appel de Riom de 1870 à 1873, il devient bâtonnier de l'ordre des avocats de Valence, puis procureur général près la cour d'appel de Chambéry de 1876 à 1877.
Il est préfet du Rhône et maire de Lyon de 1877 à 1879.
Conseiller d'État en service ordinaire de 1879 à 1882, il est président de la section des travaux publics au Conseil d'État de 1882 à 1885, puis président de la section du contentieux de 1886 à 1903.
Il est grand officier de la Légion d'honneur.

## Famille
Il épouse à Valence (Drôme) le 9 août 1853 Louise Joséphine Antoinette Ferlay (1832-1906), fille de Joseph Antoine Ferlay (1798-1874), maire de Valence (Drôme) de novembre 1846 à janvier 1849, préfet de la Drôme du 10 janvier 1849 au 14 mai 1862, député au Corps législatif, commandeur de l'Ordre impérial de la Légion d'honneur et de Marie Eléonor Badon (1802-1868). De ce mariage naissent quatre enfants, un garçon et trois filles.

## Pour approfondir